# Bois massif reconstitué
Le bois massif reconstitué ou BMR (glued solid timber en anglais) est un matériau constitué d’un assemblage de deux à cinq lames de bois massif de fortes épaisseurs (de 45 à 85 mm) collées face à face par leurs côtés plats et parallèlement au sens des fibres. Le BMR est aussi appelé Duo-Trio ou contrecollé.

## Différences entre BMR et BLC
La principale différence entre le bois massif reconstitué et le bois lamellé-collé (BLC) est l'épaisseur des pièces de bois : elle est inférieure à 45 mm pour le BLC et supérieure à cette valeur dans le cas des BMR. On parle de lamelles dans le premier cas et de lames dans le second.

## Fabrication
Le procédé de fabrication correspond à celui du bois lamellé-collé, mais les sections individuelles collées ensemble sont plus grosses. Les colles utilisées sont à base de polyuréthane (PUR) ou d'émulsion de polymère isocyanate (EPI). Ces pièces peuvent être assemblées les unes au bout des autres (aboutage) pour obtenir des éléments de grande longueur.

## Propriétés
Grâce au collage entre les lames, les BMR possèdent de bien meilleures propriétés mécaniques et une meilleure stabilité dimensionnelle que le bois massif. L’intérêt réside dans la résistance et la stabilité, augmentées par le contrebalancement des lames et par la continuité de la partie massive des sections tout au long des éléments.

## Applications
Les BMR sont utilisés pour de la petite et moyenne portée dans la charpente apparente, la construction de maison à ossature bois ou en solivage apparent pour plancher.